# Scaphytopius trilineatus
Scaphytopius trilineatus är en insektsart som beskrevs av Ball 1916. Scaphytopius trilineatus ingår i släktet Scaphytopius och familjen dvärgstritar. Utöver nominatformen finns också underarten S. t. spicatus.